# StepStone
StepStone – portal rekrutacyjny należący do koncernu Axel Springer SE. Oferta portalu skierowana jest do firm szukających do pracy specjalistów oraz kadry kierowniczej. Oprócz ogłoszeń o pracę publikuje również raporty na temat rynku pracy.
Grupa StepStone prowadzi swoją działalność na kilkudziesięciu rynkach Europy i świata. Strony internetowe z ofertami pracy to specjalność firmy – poza marką StepStone, do grupy należą także Totaljobs, Turijobs, Jobsite, The Network, Universum i inne.
StepStone to jeden z liderów rynku e-rekrutacji, istnieje od 1996 roku. Posiada ponad 10 marek, które notują łącznie 60 mln wizyt w 24 krajach. StepStone jest spółką należącą do Axel Springer Digital Classifieds GmbH.

## StepStone w Polsce
Siedziba StepStone.pl znajduje się w Warszawie. Portal działa w Polsce od marca 2019 roku.
Spółka wspiera Kodeks Dobrych Praktyk „Równa Firma” przygotowany przez magazyn „Forbes Women Polska”.